# Coxa valga
Coxa valga, según Wilmer y Geiler, es una deformidad de la cadera en el que el ángulo formado entre la cabeza y cuello del fémur y su diáfisis (la parte larga del hueso) está aumentado, usualmente por encima de 125 grados, con o sin la tendencia a la extrusión de la articulación.

## Síntomas
Puede presentarse con o sin dolor (generalmente en toda la zona de la cadera o rodilla), cojera espontánea y cierta limitación en los movimientos de la pierna en relación con la cadera.

## Causas
Está asociado a malformaciones congénitas, así como enfermedades (enfermedad de Perthes), trastornos infecciosos o como complicaciones de cierto tipo de operaciones de la articulación. Es una reacción del tejido óseo ante una disminuida solicitud mecánica, por lo que se observa en parapléjicos o monopléjicos que no cargan peso en el miembro afectado. Por lo general, en la radiografía no se observan alteraciones de la estructura interna del hueso.